# Energia heliotérmica
Energia heliotérmica ou energia solar térmica concentrada ou internacionalmente conhecido como CSP (ingl.: Concentrating Solar Power) é uma tecnologia de geração de energia elétrica renovável que transforma irradiação solar direta em energia térmica e subsequentemente em energia elétrica. Através da concentração dos raios solares diretos, temperaturas acima de 1 000 °C podem ser atingidos.
Uma usina solar térmica concentrada consiste em duas partes: o coletor térmico e o ciclo de potência. Espelhos de configurações variadas servem para concentrar os raios solares; no foco dos espelhos circula um fluido de trabalho que é aquecido com o calor da concentração. No ciclo de potência acontece a expansão desse fluido de trabalho em uma turbina, ou, alternativamente o vapor pode ser utilizado diretamente em processos industriais. Para garantir um funcionamento mais flexível e confiável da usina heliotérmica, de dia e de noite, é possível incluir um armazenamento térmico ou uma co-combustão de combustíveis reservas no ciclo de potência. Dessa forma, a usina heliotérmica é capaz de gerar energia despachável.
Em 2012, uma capacidade total de 1,7 GW  foi instalada no mundo, gerando 3,19 TWh de eletricidade. No mesmo momento, 2,7 GW se encontraram em construção e 8,2 GW em fase de planejamento.

## Coletores

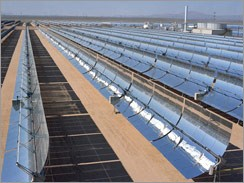
Calha de coletores cilindro-parabólicos

A função geral do coletor é a concentração dos raios solares e o aquecimento do fluido de trabalho, que circula em um receptor. A taxa de concentração determina a relação entre a abertura do coletor e a área de absorção do receptor. Quanto maior a taxa de concentração, mais altas são as temperaturas do fluido de trabalho. O aquecimento solar de água em aplicações domésticas não usa o conceito da concentração e funciona a base de um receptor só. Com essa tecnologia temperaturas maximas de até 100 °C podem ser atingidas dependendo da irradiação atual. Com as tecnologias heliotérmicas, somente a radiação solar direta é aproveitada, enquanto elas não são capazes de transformar a radiação solar difusa em calor. Por isso, não é possível gerar energia elétrica com o céu nublado. Para seguir o movimento do sol, o coletor solar concentrado tem de ser rastreado em um ou dois eixos. O rastreamento é mais complexo usando dois eixos, mas assim uma taxa de concentração maior e portanto temperaturas mais altas são obtidas. Atualmente existem quatro tecnologias comerciais para a concentração, nomeadamente concentradores cilindros-parabólicos, refletores linear de Fresnel, torres solares com helióstatos, e discos parabólicos.

### Coletores cilindro-parabólicos
Os coletores cilindro-parabólicos são considerados a tecnologia heliotérmica mais madura, penetrando o mercado desde a década dos anos 80. O coletor constitui de uma calha de espelhos parabólicos. A superfície do espelho é revestida com uma camada de máxima reflexão. Os raios solares são refletidos através do espelho e acertam o receptor tubular na linha do foco. O receptor é um tubo preto com revestimento anti-reflexivo, alta capacidade de absorbância e baixa emitância de irradiação térmica. O coletor é rastreado em um eixo que é paralelo á linha da calha. Geralmente, vários módulos de calhas são arranjados em fileiras longas, com varias fileiras de calhas instaladas paralelamente. Com essa tecnologia de foco linear, o fluido de transferência atinge temperaturas até aproximadamente 400 °C.

### Refletores lineares de Fresnel

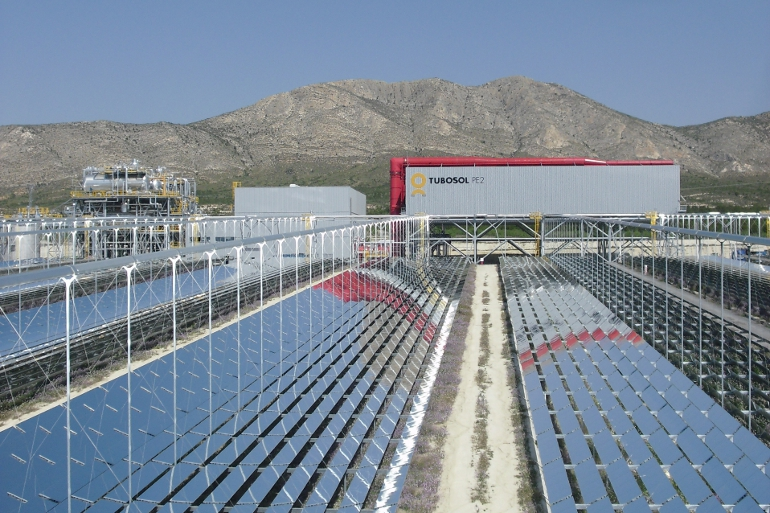
Refletores lineares de Fresnel

O modelo Fresnel foi desenvolvido para cortar os custos de produção. Ao contrário dos grandes espelhos da tecnologia parabólica, um refletor linear de Fresnel consiste em varias fileiras de espelhos planos, rastreados em um eixo. Esses espelhos focam os feixes em o absorvedor fixado acima dos espelhos. O absorvedor se constitui de um receptor tubular e um espelho parabólico que coleta os raios vindo dos espelhos que não atingem o refletor diretamente. Com essa tecnologia, taxas de concentração de 10 - 100 são possível, correspondendo a temperaturas de 60 °C - 450 °C. Os refletores lineares de Fresnel são considerados uma tecnologia mais nova com grande potencial de reduzir custos. Porém, das usinas heliotérmicas em construção, só 6% utilizam a tecnologia linear de Fresnel. A tecnologia Fresnel é a mais indicada para aplicações não-elétricas da tecnologia heliotérmica, usadas para gerar calor de processos na industria e agricultura.

### Torres solares

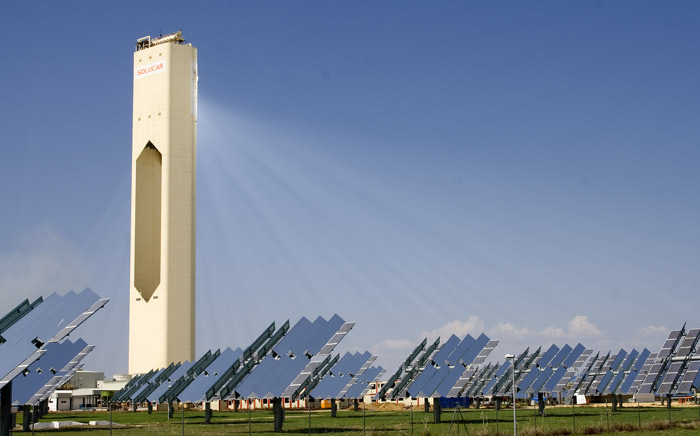
Torre solar da usina heliotérmica PS10

Torres solares operam com concentração em um único ponto: Uma multidão de espelhos lineares, denominados heliostatos, são rastreados individualmente para concentrar os raios solares em um ponto no alto da torre. Neste foco se encontra o receptor, onde uma substância de transferência de calor, como ar ou um sal especial, é aquecida. Dependo do número de heliostatos no campo solar em volta da torre, uma taxa de concentração de 300 – 1500 é atingida, resultando em temperaturas de 150 °C - 2 000 °C. A torre solar é a mais eficiente na geração de energia elétrica, devido às alturas elevadas da temperatura atingida através da concentração. Outro campo de pesquisa é a sintetização de combustíveis solares.

### Disco parabólico

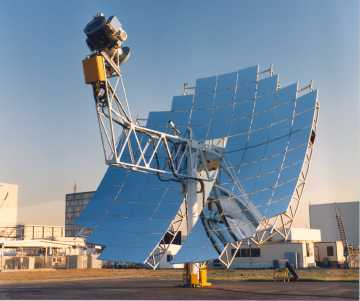
Disco parabólico com motor Sterling

Como as torres solares, os discos parabólicos operam como tecnologia de foco em ponto. O espelho da geometria de disco parabólica concentra os raios solares em um ponto em frente do coletor. Lá, um receptor é montado e aquece um liquido. Existem dois modos principais: o sistema central e o sistema individual. No sistema central, um conjunto de vários discos parabólicos é conectado por uma tubulação para gerar eletricidade de forma centralizada em um ciclo de potência único. Mais comum é a aplicação individual, onde um motor de Stirling é localizado no foco do coletor. Acoplado a um gerador, eletricidade é gerada sem ajuda de outros componentes.

### Comparação entre tecnologias
Tabela comparativa das tecnologias para usinas heliotérmicas
| Nome                       | Foco  | Arranjo dos Espelhos                       | Grau de concentração | Temperatura de operação no foco |
| -------------------------- | ----- | ------------------------------------------ | -------------------- | ------------------------------- |
| Calha Cilindro- Parabólico | Linha | Fileiras de espelhos linear-parabólicos    | ≈ 100 vezes          | ≈ 450 °C                        |
| Coletor Linear Fresnel     | Linha | Fileiras de espelhos linear-planos         | ≈ 100 vezes          | ≈ 450 °C                        |
| Disco Parabólico           | Ponto | Unidades de discos de espelhos parabólicos | ≥ 1 000 vezes        | 700 a 1 000 °C                  |
| Torre Solar                | Ponto | Campo de helióstatos de espelhos planos    | ≥ 1 000 vezes        | 700 a 1 000 °C                  |

## Ciclo de potência
O característico principal de uma usina heliotérmica é o coletor, que é responsável por grande parte dos investimentos de uma usina heliotérmica. Porém, para a geração heliotérmica outros componentes são indispensáveis: um bloco de potencia para gerar eletricidade, um armazenamento térmico para evitar interrupções e eliminar oscilações e eventualmente, um boiler para co-combustão à base de combustíveis convencionais.

### Ciclo termodinâmico
O ciclo termodinâmico que acontece principalmente durante a geração heliotérmica é o ciclo Rankine. O conteúdo energético do fluido de trabalho, calor e pressão, é transformado em energia rotativa por meio de expansão do fluido. Um gerador elétrico, acoplado a uma turbina, gera eletricidade e alimenta a rede elétrica. Após a expansão, o fluido de trabalho vai para um condensador, onde é resfriado. O fluido então liquido retorna á bomba antes de ser aquecido novamente através dos receptores solares. Este ciclo se repete enquanto a usina fique ligada.
O ciclo Sterling, acontecendo no coletor disco parabólico, é baseado em várias etapas.
A eficiência máxima dos ciclos termodinâmicos é descrita pela eficiência Carnot {\displaystyle \eta _{\mathrm {Carnot} }}:
{\displaystyle \eta _{\mathrm {Carnot} }=1-{\frac {T^{0}}{T_{H}}}},
onde T0 é a temperatura ambiente e TH é a temperatura do fluido de trabalho.
Em respeito á geração térmica, quanto maior é a temperatura TH, maior é a eficiência.

### Eficiência

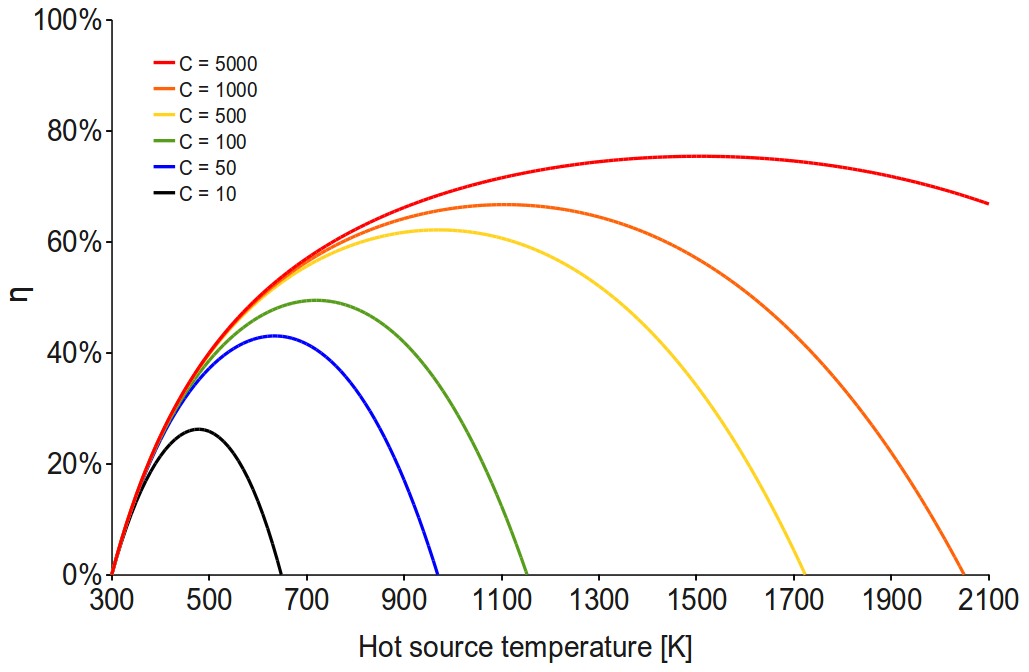
Eficiência da planta heliotérmica como função da taxa de concentração C e da temperatura T_{H}

Para sistemas termodinâmicos solares, a eficiência máxima {\displaystyle \eta } entre sol e trabalho pode ser deduzida considerando tanto as propriedades da radiação solar quanto o segundo princípio termodinâmico de Carnot. A radiação solar primeiramente deve ser convertida em calor usando um receptor com a eficiência {\displaystyle \eta _{receptor}}:
{\displaystyle \eta _{\mathrm {receptor} }={\frac {Q_{\mathrm {absorvida} }-Q_{\mathrm {perdida} }}{Q_{\mathrm {solar} }}}},
onde {\displaystyle Q_{\mathrm {solar} }}, {\displaystyle Q_{\mathrm {absorvida} }}, {\displaystyle Q_{\mathrm {perdida} }} são o fluxo solar de entrada, o fluxo absorvido do receptor e o fluxo perdido, respectivamente.
A eficiência total da usina heliotérmica depende da eficiência de Carnot {\displaystyle \eta _{\mathrm {Carnot} }}:
{\displaystyle \eta =\eta _{\mathrm {receptor} }\cdot \eta _{\mathrm {Carnot} }}.
No ciclo de potência real existem outros tipos de perdas, que deveriam ser incluídos na equação da eficiência total. Porém,  {\displaystyle \eta _{receptor}} e {\displaystyle \eta _{Carnot}}, são os maiores contribuintes para a eficiência total {\displaystyle \eta }.
Para um fluxo solar I (por ex., 1000 W/m2) com a taxa de concentração C,  a eficiência dos sistemas óticos {\displaystyle \eta _{otica}}, a área do receptor A e a absorbância {\displaystyle \alpha }, os fluxos solares absorvidos são calculados da seguinte maneira:
{\displaystyle Q_{\mathrm {solar} }=\eta _{\mathrm {otica} }ICA},
{\displaystyle Q_{\mathrm {absorvida} }=\alpha Q_{\mathrm {solar} }}.
Caso se puder assumir que a perda de calor por superfícies a altas temperaturas se deve unicamente à radiação. Assim, {\displaystyle Q_{\mathrm {perdida} }} se calcula através da lei de Stefan-Boltzmann:
{\displaystyle Q_{\mathrm {perdida} }=A\epsilon \sigma T_{H}^{4}}.
Simplificando estas equações considerando óticas perfeitas {\displaystyle \eta \mathrm {otica} =1}, áreas A de absorção e radiação iguais e absorção e emissividade máxima ({\displaystyle \alpha =1,\epsilon =1}), resulta na fórmula da eficiência total:
{\displaystyle \eta =\left(1-{\frac {\sigma T_{H}^{4}}{IC}}\right)\cdot \left(1-{\frac {T}{T_{H}}}\right)}.
Devido às perdas por radiação, a eficiência não é só uma função da temperatura máxima, como no ciclo Rankine. Por cada taxa de concentração C existe uma temperatura ótima Tótima. Além disso, quanto maior a taxa de concentração, maior será a eficiência máxima do ciclo total.

### Sistemas de armazenamento térmico
Usinas heliotérmicas tem a capacidade de armazenar partes do calor em um sistema de armazenamento térmico para equilibrar a produção de eletricidade e eliminar variações de curto prazo. Isso constitui em um ganho de flexibilidade com vantagens de operação comparado à usinas fotovoltaicas. Durante a radiação máxima do dia, a planta produz mais calor do que a turbina pode processar. Esse calor não é perdido como seria em uma planta sem armazenamento. Pelo contrário o calor é utilizado para gerar eletricidade durante a noite.
Em uma usina com armazenamento, o calor de excesso não entra na turbina, más aquece um fluido de armazenamento. Tecnicamente, o armazenamento é realizado através de dois tanques, um de baixa e o outro de alta temperatura. Entre os dois tanques acontece a transferência de calor através de um trocador de calor, aquecendo o fluido de armazenagem, por exemplo sal fundido.
Para o dimensionamento do tanque de armazenamento da planta, os custos e os requisitos precisam ser levados em consideração. Para operação na base, tanques com grande capacidade são necessários para manter a produção durante a noite e dias nublados. Entretanto, tanques menores com custos mais baixos são suficientes para a operação intermediária (i.e. entre 8 e 19 horas).

### Co-combustão e Modo Híbrido
Em muitas usinas heliotérmicas, a co-combustão a base de combustíveis é aplicada, ajudando a regular a geração e garantir capacidade. A co-combustão pode operar de forma contínua, híbrida ou temporária para garantir a operação durante períodos de ponta ou quando houver pouca radiação. Outra vantagem é o aumento da temperatura máxima TH do fluido de trabalho para melhorar a eficiência de Carnot. A queima de combustíveis fosseis, biogás, ou combustíveis solares pode aumentar a temperatura do fluido de trabalho ou também a quantidade de calor armazenado.
Uma outra solução no modo híbrido é um campo pequeno de coletores que apóia uma grande usina térmica convencional. Assim, o uso e os custos dos combustíveis para a usina térmica podem ser diminuídos. A instalação de componentes heliotérmicos também pode ser feita em usina já existentes, como demonstrado na usina Liddell em Austrália: a usina heliotérmica apoia uma usina a carvão de 2000 MWth com 9 MWth de capacidade solar térmica. Apesar de ser um campo solar relativamente pequeno, os coletores economizam aproximadamente 4000 toneladas de CO2 por ano.

## Energia heliotérmica no mundo
As primeiras atividades na área das tecnologias heliotérmicas foram realizadas na década dos anos 80 nos Estados-Unidos (EUA), estimuladas pela crise de petróleo dos anos 70. Nos anos 90 diminuiu a pressão de criar um abastecimento autónomo e com ela, os investimentos na heliotermia. Até então, 345 MW de capacidade foi instalada no mundo. Somente mais tarde, depois da virada do milenio, as tecnologias heliotérmicas vivenciaram uma revolução com novos projetos, pesquisa e desenvolvimento em vários países. Até 2012, 2.52 GW foram instalados no mundo, cujo maior mercado se situou na Espanha com uma quota total de 66% das instalações. Uma lista detalhada dos maiores projetos do mundo se encontra aqui.

### Heliotermia no Brasil
O Brasil dispõe de uma alta taxa de radiação normal direta em todo seu território nacional. Porém, as melhores condições para a geração heliotérmica se encontram no Nordeste do Brasil aonde os valores de irradiação cheguem a valores acima de 2000 kWh/m².
O governo brasileiro incentiva atividades nas tecnologias heliotérmicas, especialmente na área de pesquisa e desenvolvimento. Em 2010, um acordo de cooperação técnica entre o Ministério da Ciência, Tecnologia e Inovação (MCTI) e o Ministério de Minas e Energia (MME) foi assinado, cujo objetivo é o fornecimento de energia solar no Brasil. O acordo destaca a pesquisa em e produção de tecnologias heliotérmicas no Brasil e um dos primeiros passos da sua realização é a instalação de uma planta heliotérmica de pesquisa com uma capacidade de 1 MWel em Petrolina. A plataforma deve operar como centro de pesquisa, trabalhando na certificação de equipamentos e na capacitação de acadêmicos e técnicos. No ano 2013 e no ano 2014, a Empresa de Pesquisa Energética (EPE) autorizou a participação de projetos heliotérmicos nos leilões de energia, portanto, nenhum dos projetos entregues conseguiu vencer na concorrência com outras tecnologias. Através do fundo de investimento INOVA Energia, um projeto híbrido de biomassa e heliotermia se encontra em realização e deve integrar de um centro de treinamento. Além disso, a Agência Nacional de Energia Elétrica (ANEEL) anunciou a publicação de uma chamada estratégica focada em tecnologias heliotérmicas para ser lançada no ano 2015.

### Heliotermia em Portugal
De todos os países europeus, Portugal possui uma das melhores condições geográficas para o uso da energia solar - o país tem o maior número de horas de sol com altas taxas de radiação. Porém, atividades existem somente de forma isolada. Em Tavira, Algarve, opera uma usina heliotérmica de 6,5 MW com refletores Fresnel. Em Évora, Alentejo, a empresa alemã Siemens está construindo uma planta de pesquisa para investigar sal fundido de diferentes tipos como fluido de transferência.

## Custos e Previsão
Os custos para a geração de energia heliotérmica ainda são elevados e variam de país para país. Para previsão dos custos, o parâmetro mais influente é a localização da usina: Quanto maior a irradiação e o número de horas de sol, menor serão os custos de geração. Por efeitos de economía de escala, a capacidade da usina também é um fator importante: dobrando a capacidade instalada da usina é possível reduzir os custos iniciais de 15%. No investimento total de uma usina heliotérmica, os custos de investimento representam a maior parte. Desses custos em média 30% se devem à compra do campo solar e dos coletores, 10% ao armazenamento e 5% ao bloco de potência. Em contrapartida, os custos de operação e manutenção da planta são relativamente baixos, graças ao sol que é uma fonte de energia abundante e gratuita.
Como a tecnologia heliotérmica ainda é vista como uma tecnologia nova, o futuro promete reduções significantes nos custos de produção de eletricidade. O Department of Energy dos Estados Unidos estima que os custos devem cair em 70%, comparando o ano 2012 ao ano 2020. A despeito do grande potencial de reduzir custos na cadeia de valor heliotermica, a maioria de investimentos em tecnologias solares nos últimos anos foram atribuídos à energia fotovoltaica, devido à sua rápida redução de custos experimentada nos últimos anos.